# Bodajbo
Bodajbo (rusky Бодайбо, v transkripci do latinky Bodaybo nebo Bodaibo) je menší okresní město v Irkutské oblasti v sibiřské části Ruské federace. Vznik města i jeho další rozvoj je spojen s místními nalezišti zlata.

## Geografie
Bodajbo leží v Patomské vysočině (rusky Патомское нагорье),. jejíž průměrná výška se pohybuje mezi 1 400 a 1 900 metry. Město se nachází v nadmořské výšce cca 290 metrů na pravém břehu téměř 2 000 km dlouhé sibiřské řeky Vitim, která se zhruba dvě desítky kilometrů za městem stáčí a pokračuje na sever ke svému soutoku s řekou Lenou.

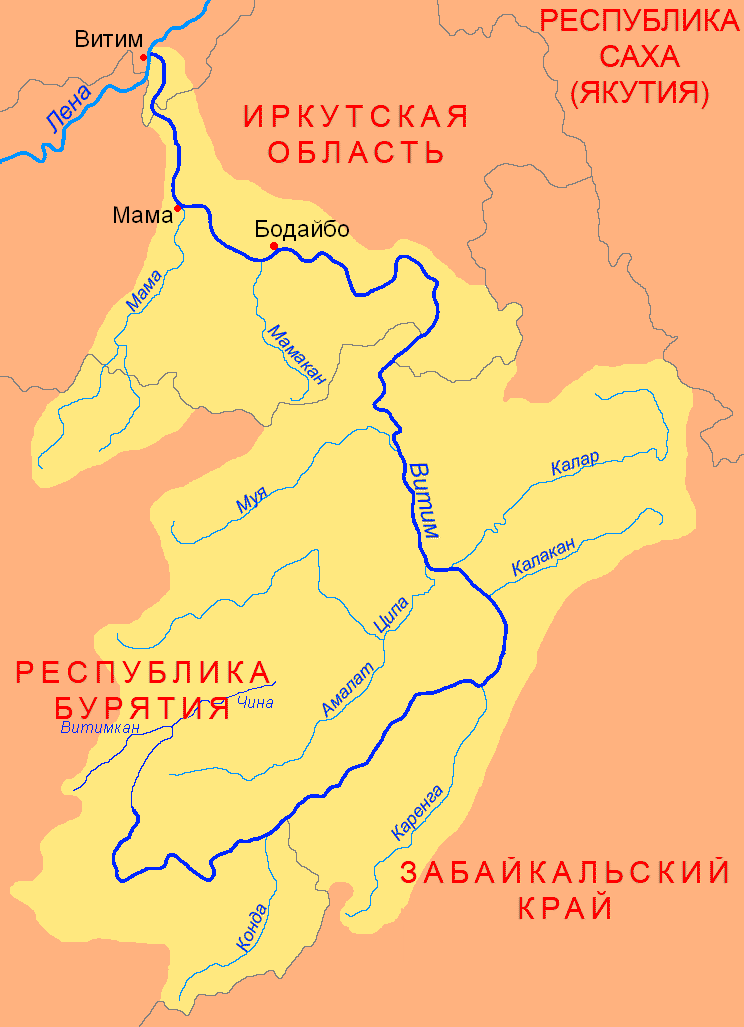
Poloha města na řece Vitim

Západní okraj města je ohraničen tokem řeky Bodajbo, pravostranného přítoku řeky Vitim. Na protilehlém břehu řeky Vitim se v témže místě nachází ústí jejího levostranného přítoku, řeky Bisjaga.
Soutok řek Vitimu a Bodajba je patrný i podle rozdílného zbarvení vody - vody Bodajba jsou zakalené, což je způsobeno těžební činností, která probíhá podél celého jejího toku. Od severního konce jezera Bajkal je Bodajbo vzdáleno vzdušnou čarou 350 kilometrů směrem na severovýchod.

### Osídlení
Výše na řece Bodajbo se nacházejí obce ("posjolki") Kjachtinskij (Кяхтинский), Balachninskij (Балахнинский), Vasiljevskij (Васильевский), Aprelsk (Апрельск), Artjomovskij (Артёмовский). dále zaniklá sídla Uspenskij (Успенский), Andrejevsk (Андреевск), Leninskij (Ленинский) a jiné. Irkutsk, metropole Irkutské oblasti, je od Bodajba vzdálen 1095 km. K 1. lednu 2016 mělo Bodajbo 13 419 obyvatel.

### Klimatické poměry

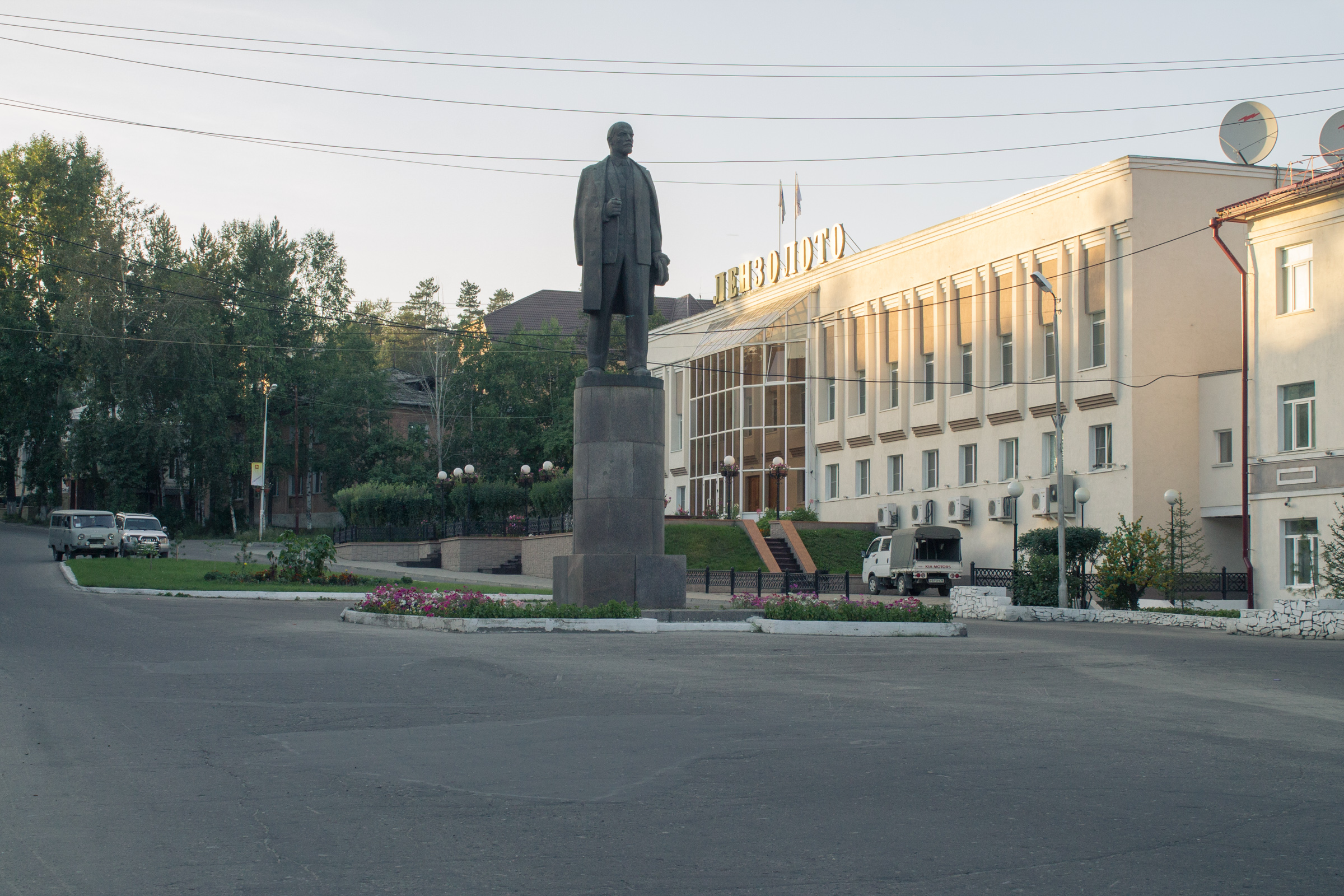
Sídlo firmy "Lenzoloto" v Bodajbo se sochou V. I. Lenina v popředí (r. 2016)

Klima v oblasti města je vnitrozemské, v průběhu roku se vyznačuje mimořádně velkými rozdíly teplot. Pro zdejší podnebí je charakteristická dlouhá tuhá zima a krátké léto, avšak se značně vysokými teplotami, naprosto neobvyklými v těchto vyšších zeměpisných šířkách. Teploty zde mohou v měsících červnu a červenci dosahovat téměř 40 °C (nejvyšší teplota, naměřená v červenci, byla 39,6 °C). Mrazy kolem -30 až -40 °C jsou běžné od října až do dubna. Nejnižší teplota, zaznamenaná v Bodajbo, byla -55,1 °C. 

## Historie
Sídlo na soutoku řek Vitim a Bodajbo vzniklo v roce 1864 původně pod názvem Bodajbinská rezidence (Бодайбинская резиденция) jako sklad nákladů a zásob pro zlatokopy, kteří přicházeli na naleziště, objevené v roce 1863. V roce 1903 ruský car Mikuláš II. podepsal dekret, kterým bylo Bodajbinské rezidenci přiznán statut města, avšak oficiálně se Bodajbo stalo městem až v roce 1925.

### Železnice
Již v roce 1861 provozoval majitel ložiska Voskresenskoje na svém území koněspřežnou dráhu.V roce 1895 byla zahájena stavba úzkorozchodné železnice z bodajbinského přístavu na řece Vitim údolím řeky Bodajbo k ložiskům zlata. V roce 1917 byla postavena tato částečně elektrifikovaná trať o rozchodu 914 mm až do stanice Naděždinskaja (Надеждинская ) v osadě Aprelsk. Tato cca 90 km dlouhá trať, která sloužila jak pro nákladní dopravu, tak i pro přepravu místních obyvatel, byla zrušena a demontována na základě rozhodnutí ministerských orgánů a podniku "Lenzoloto" v roce 1967. V roce 2007 byl dána do provozu ne zcela dokončená silnice, která vede k železniční stanici ve městě Taksimo na Bajkalsko-amurské magistrále (BAM) v Burjatské republice. Jelikož most přes řeku Vitim nebyl dostavěn, jsou obyvatelé Bodajba v létě přepravování přívozem a v zimě cestují po ledu, pokud je řeka dostatečně zamrzlá.

### Lenský masakr
Na jaře roku 1912 došlo na nalezištích zlata v oblasti Bodajba ke vzbouření a stávce dělníků, najatých těžební společností "Lenské zlatorudní sdružení" (Ленское золотопромышленное товарищество), zkráceně "Lenzoloto", jejímž většinovým vlastníkem byla rusko - britská společnost Lena Goldfields. Příčinou stávky byly nevhodné pracovní a životní podmínky (až šestnáctihodinový pracovní den ve štolách ve věčně zmrzlé půdě, množství pracovních úrazů, pokutování za každou maličkost, část mzdy byla vyplácena formou poukázek, za něž si bylo možno nakoupit potraviny jen v místních firemních prodejnách, kde bylo prodáváno zkažené maso).

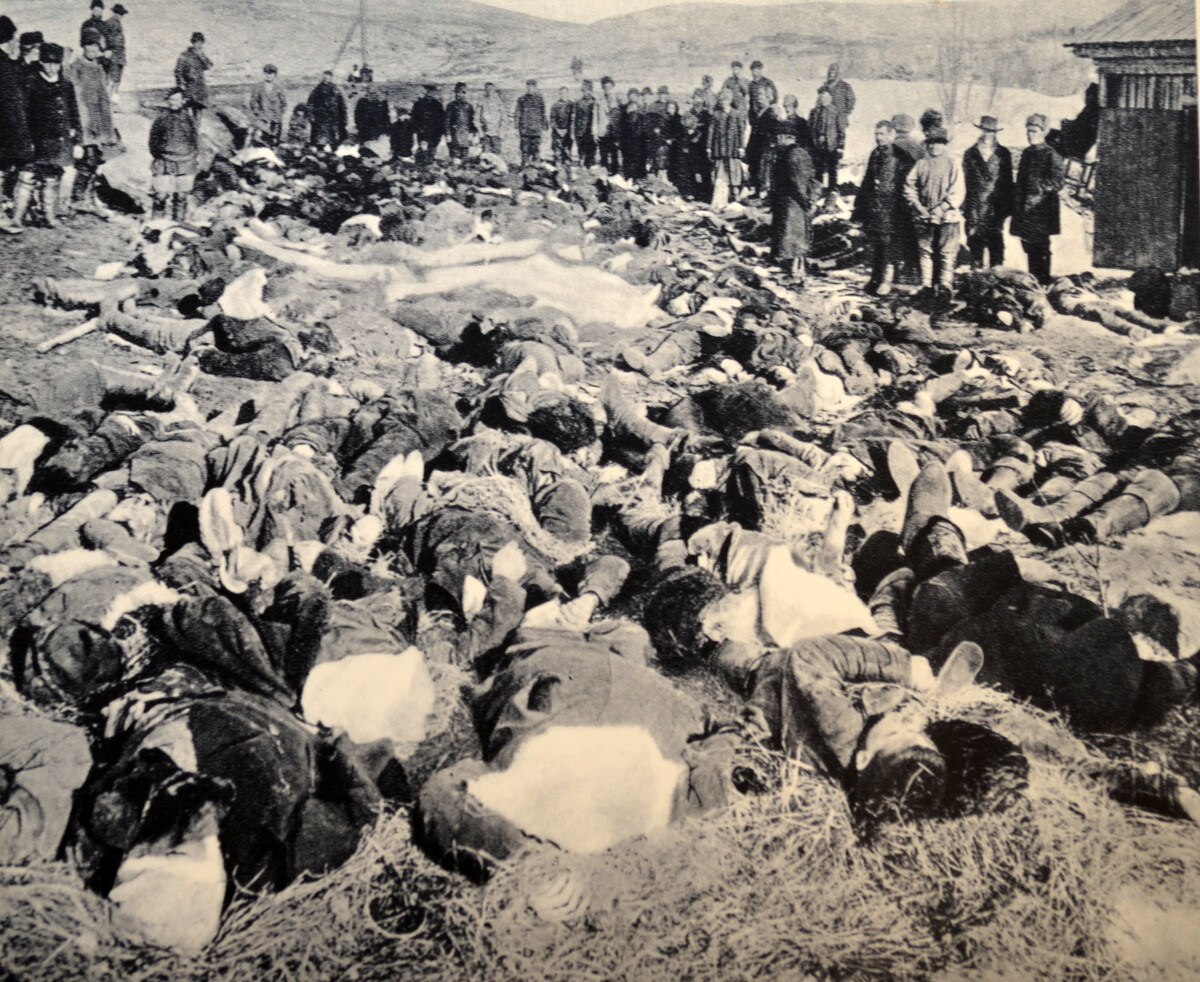
Oběti "Lenského masakru" z r. 1912

V polovině března 1912 stávkovalo již kolem 6000 dělníků. Proti stávkujícím byli nakonec povoláni četníci a vojsko. 16. dubna byli zatčeni hlavní vůdci stávkujících a den poté se asi dva tisíce dělníků vydalo na protestní pochod. Vojsko zahájilo střelbu do stávkujících, při níž bylo 150 - 250 (dobové zdroje se v údajích rozcházejí) účastníků pochodu zabito a dalších asi 250 bylo zraněno. V čele komise Státní dumy, která masakr vyšetřovala, byl tehdy neznámý mladý advokát Alexandr Fjodorovič Kerenskij.
K dalšímu masakru horníků došlo v Bodajbo v době stalinských čistek, spojených s hledáním "vnitřních nepřátel". Stalo se tak na jaře roku 1938, kdy zde dle příkazů zvláštního komisaře, schválených oblastní "trojkou" NKVD, bylo zatčeno a popraveno zastřelením celkem 948 zaměstnanců místních zlatorudných dolů. Komisař, který procesy a popravy realizoval, byl sám popraven v roce 1941. Hromadné hroby popravených horníků nebyly nikdy nalezeny.

### Po zániku Sovětského svazu
Od 70. do 90. let 20. století počet obyvatel Bodajbo stále stoupal, v roce 1992 dosáhl maximální výše 21 700 osob. Vzápětí však nastal trvalý pokles. V roce 1996 bylo v Bodajbo evidováno 19 800 lidí, o 10 let později 15 700 a k 1. 1. 2016 mělo město již jen 13 419 obyvatel.

Roční těžba zlata v Bodajbinském okrese představuje 95 % celkového objemu těžby v Irkutské oblasti. Přímo v povodí řeky Bodajbo bylo od roku 1865 vytěženo na 620 tun zlata, což je více než polovina množství drahého kovu, získaného od poloviny 19. do počátku 21. století v celém Bodajbinském okrese. Přesto, že produkce zlata po roce 2010 mírně stoupala, nijak se to neprojevilo na kvalitě života obyvatel, případně na zvyšování jejich počtu. Ke zlepšení života obyvatel Bodajba nepřispívá - kromě drsných klimatických a pracovních podmínek - ani nedostatek kulturních a sportovních zařízení a chybějící infrastruktura. Z výstavného kulturního domu, který existoval ještě na počátku 21. století, zbyly jen trosky, kvůli havarijnímu stavu byl uzavřen krytý bazén, v obci Mamakan nebyla obnovena základní škola, která zde vyhořela, nedokončený most přes řeku Vitim byl ponechán svému osudu, místní komunikace jsou rozbité a neudržované a někdejší obce v údolí Bodajbo postupně mizejí. Jádro problému je především v tom, že Bodajbo a Bodajbinský okres sice přispívají do státního rozpočtu na daních a poplatcích ročně částkou kolem 5 miliard rublů, avšak zpětně na rozvoj města je jim přidělován jen nepatrný zlomek těchto prostředků.

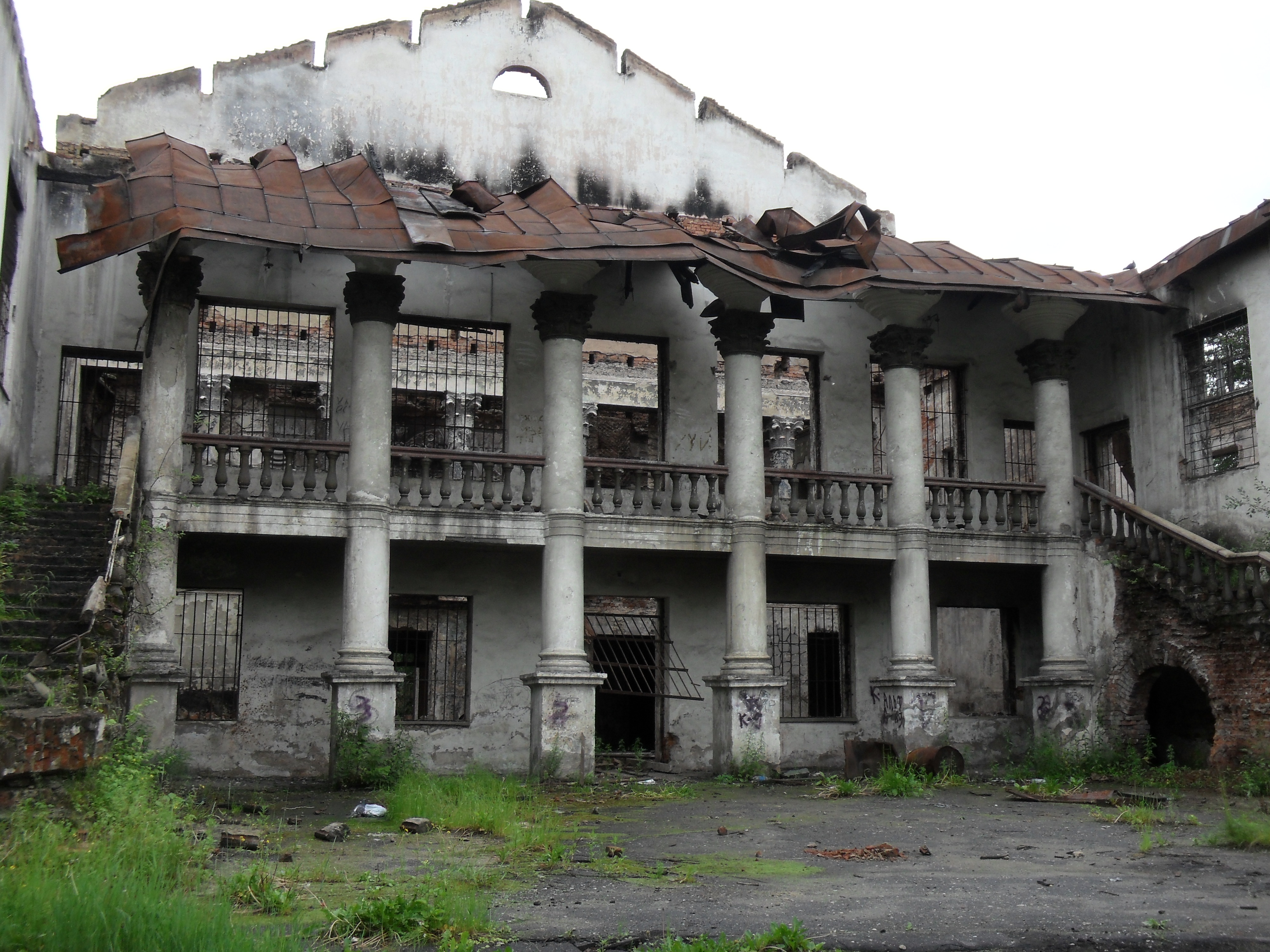
Dům kultury v roce 2010
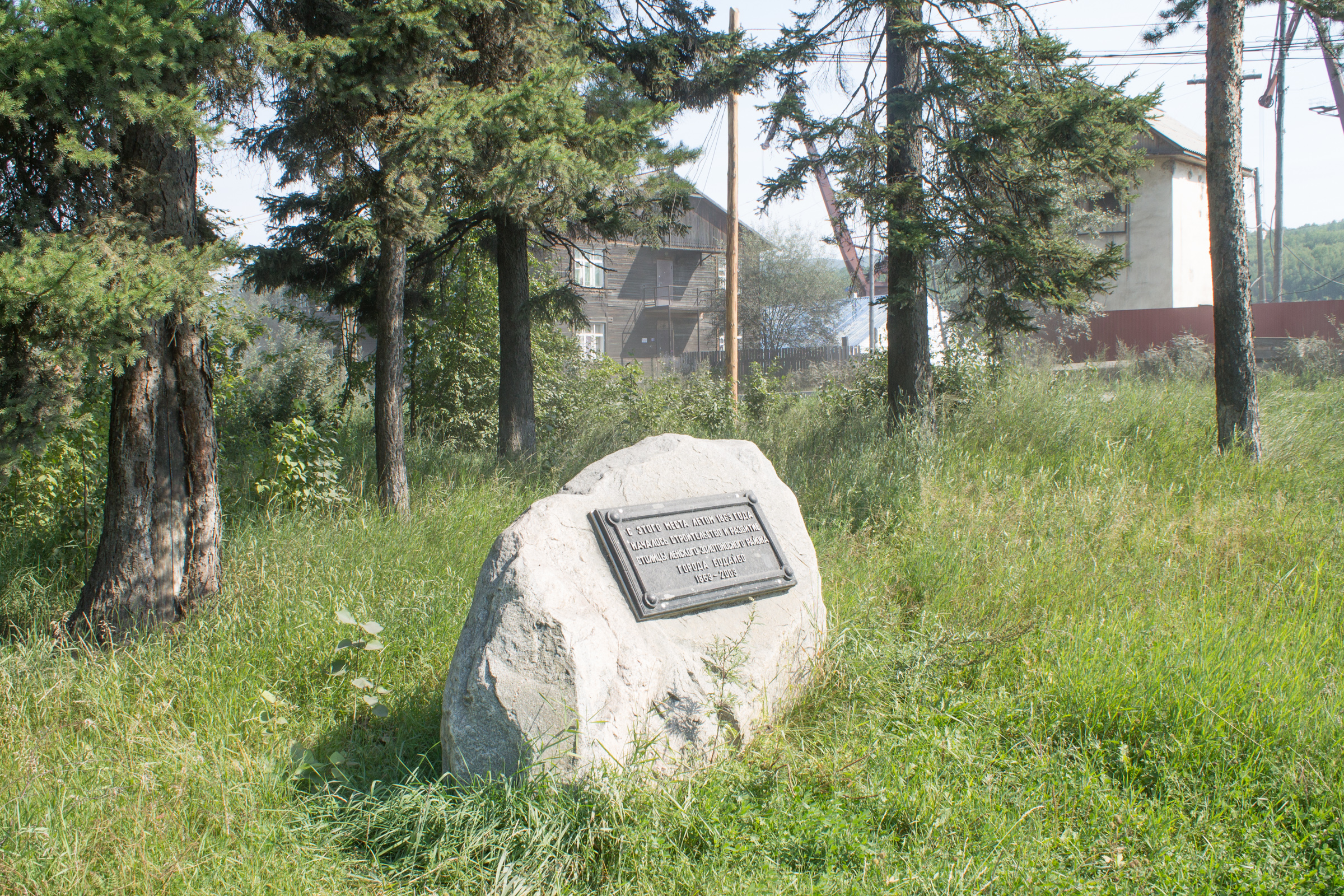
Místo založení Bodajbo
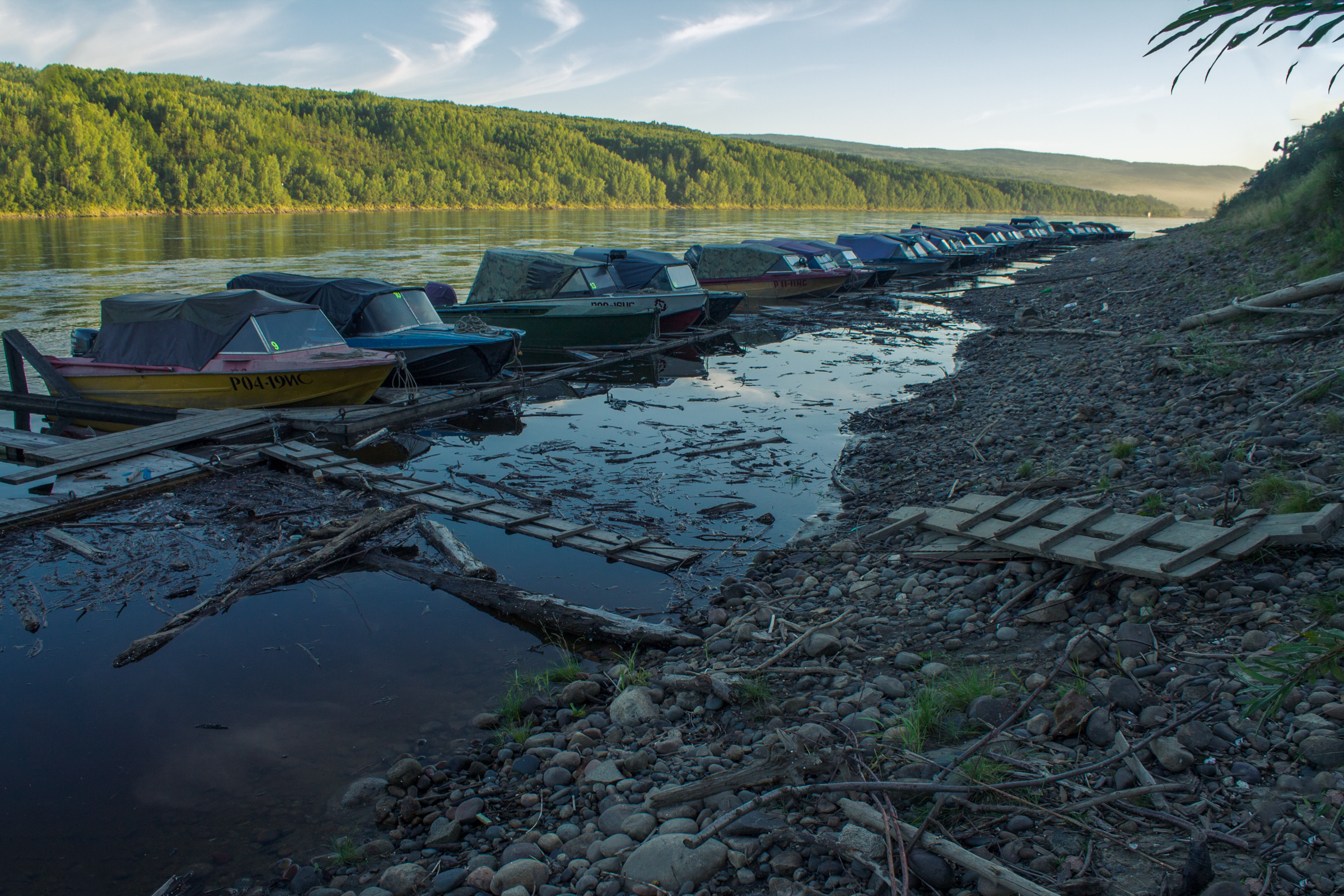
Přístav na řece Vitim
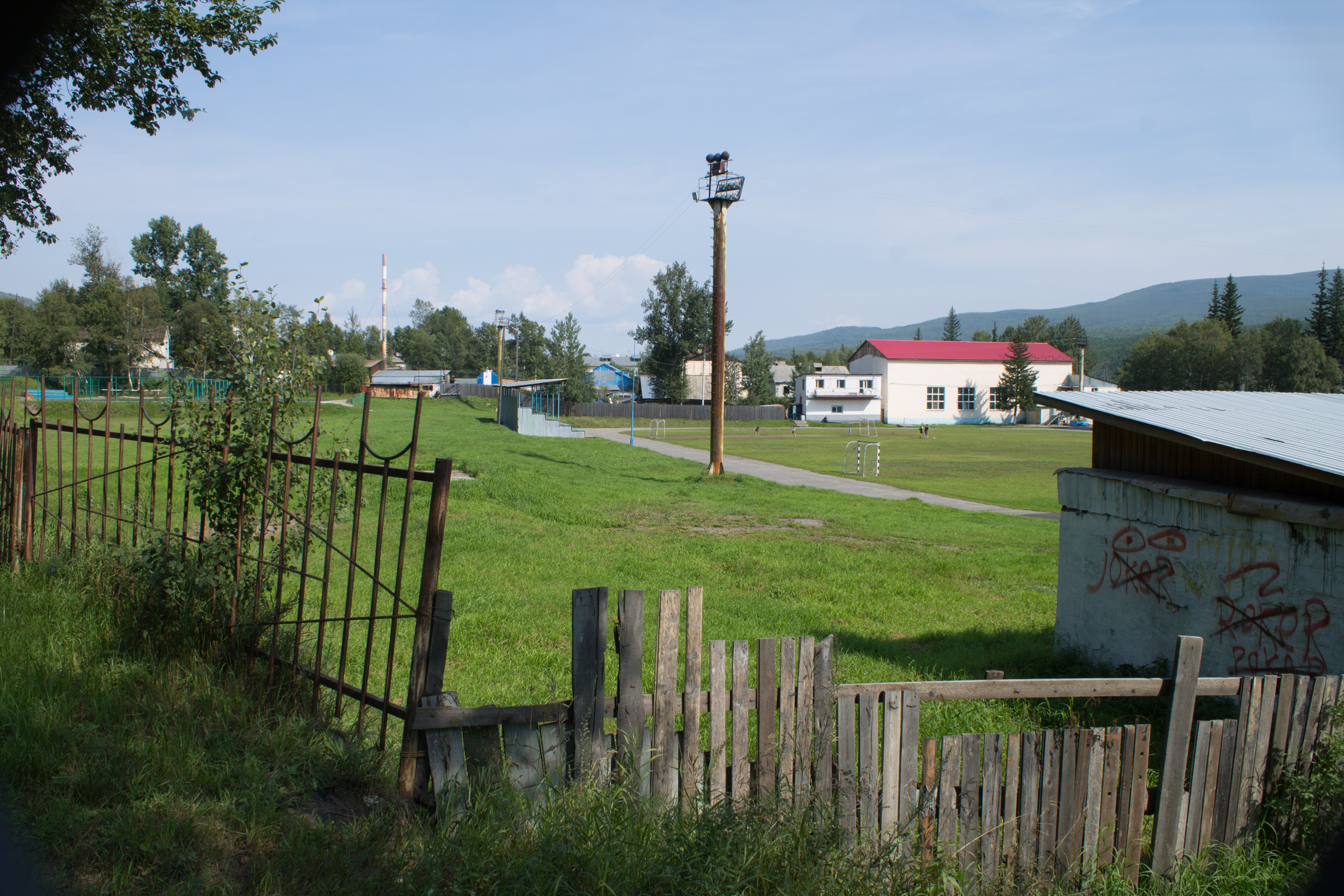
Městský stadion
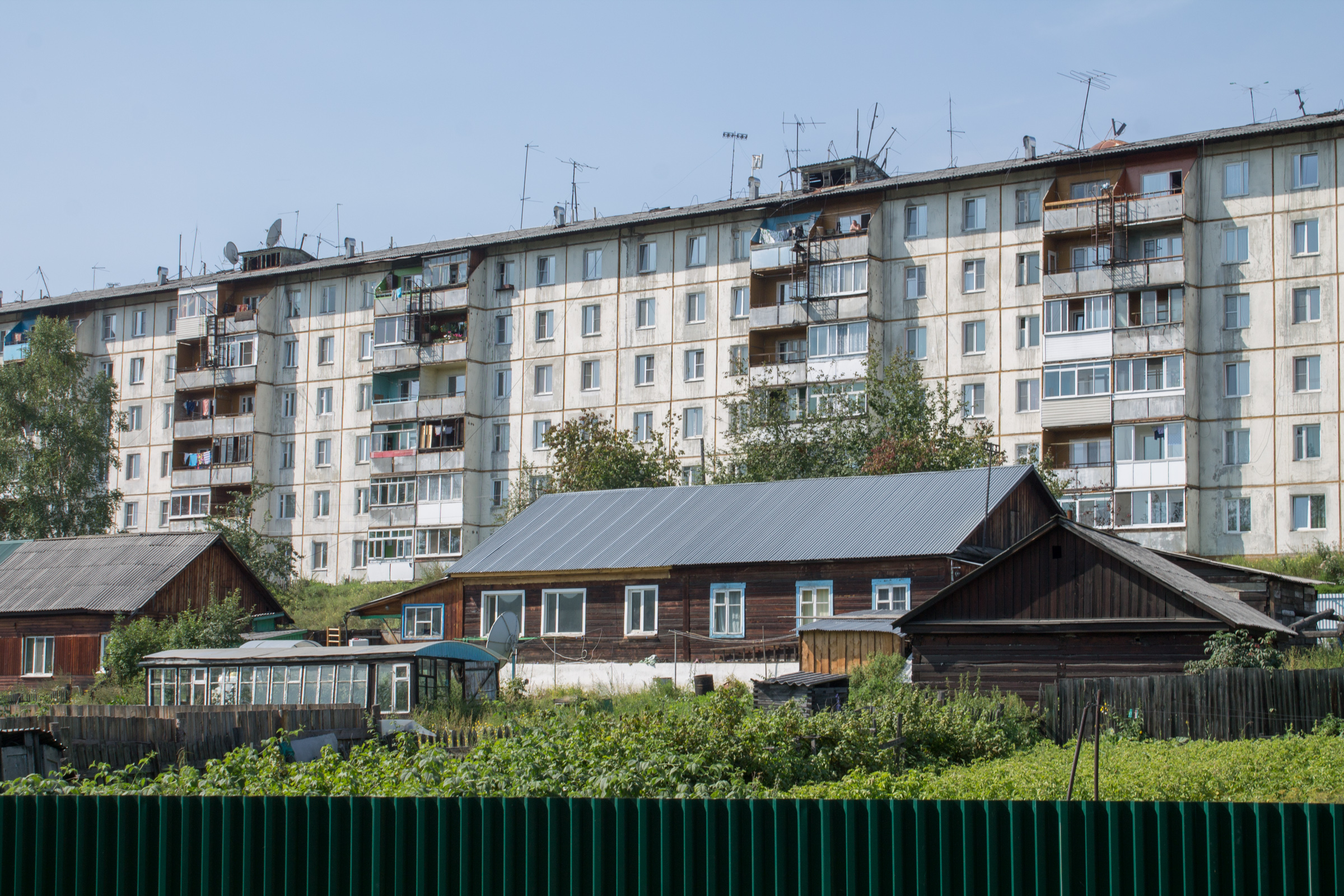
Stará a nová zástavba